# Catorze santos auxiliares
Os catorze santos auxiliares são um grupo de santos invocados pelos cristãos em casos de necessidade especial, geralmente para se curar doenças particulares. As tradições cristãs contam que a devoção a esses santos nasceu na Alemanha, na região da Renânia século XV, quando o Menino Jesus teria aparecido ao pastor Hermann Leicht Langheim, a peste negra que assolava a Europa no supracitado período teria auxiliado a propagação do culto.

## Histórico de Veneração
A devoção aos santos auxiliares teve início na Renânia, agora parte da Alemanha, na época da peste negra.
Entre o grupo encontram-se três virgens mártires: Santa Margarida de Antioquia, Santa Bárbara e Santa Catarina de Alexandria, conhecidas também como Santas de Casa.
Como os outros santos começaram a ser invocados juntos dessas três virgens mártires, eles passaram a ser representados juntos em trabalhos artísticos. A veneração popular teve início nos mosteiros que traziam dentro de si as relíquias dos ditos santos. Todos os catorze, com exceção de Santo Egídio, foram martirizados. Como o culto aos Catorze Santos Auxiliadores mostrou-se forte no século XVI, o Papa Nicolau V estendeu indulgência àqueles que mantivessem devoção pelos santos do grupo, o que não foi longamente aplicado, tendo caído em desuso.
Embora tenham festas em dias separados, os catorze são comemorados no dia 8 de agosto, embora essa data nunca tenha tomado parte do Calendário Romano Geral para veneração universal. Quando esse calendário foi revisto em 1969, as celebrações individuais de Santa Bárbara, Santa Catarina de Alexandria, São Cristóvão e Santa Margarida de Antioquia foram abandonadas, embora em 2004 o Papa João Paulo II tenha restituído para 25 de novembro uma memória facultativa a Santa Catarina de Alexandria, cuja voz foi ouvida por Santa Joana d’Arc. A celebração individual de todos os catorze foi incluída no Calendário Geral Romano de 1954, o Calendário Geral Romano do Papa Pio XII e o Calendário Geral Romano de 1962.
Comparado ao culto dos catorze santos auxiliadores foi o dos Quatro Santos Marechais, que também foram venerados na Renânia como os Marechais de Deus. Os quatro santos marechais eram São Quirino, Santo Antão do Deserto, Papa Cornélio e Santo Humberto.

## Patronato
A litania dos quatorze santos auxiliares é:
- Santo Acácio, 8 de maio - Contra as dores e demais males de cabeça.
- Santa Bárbara, 4 de dezembro - Contra febre, morte súbita ou decorrente de tempestade.
- São Brás, 3 de fevereiro - Contra doenças da garganta e protetor dos animais domésticos.
- Santa Catarina de Alexandria, 25 de novembro - Contra morte súbita
- São Cristóvão, 25 de julho - Contra a peste bubônica e perigos durante a viagem.
- São Ciríaco, 8 de agosto - Contra a tentação no leito de morte.
- São Denis, 9 de outubro - Contra as dores e demais males de cabeça
- Santo Erasmo, 2 de junho - Contra as enfermidades do ventre, dos intestinos e as dores de parto.
- Santo Eustáquio, 20 de setembro - Contra a discórdia familiar.
- São Jorge, 23 de abril - Pela saúde dos animais domésticos.
- Santo Egídio, 1 de setembro - Contra a praga, por uma boa confissão, e pelos inválidos, mendigos e ferreiros.
- Santa Margarida de Antioquia, 20 de julho - Contra os ataques diabólicos e por um bom parto.
- São Pantaleão, 27 de julho - Contra o câncer (cancro) e a tuberculose, e pelos médicos.
- São Vito, 15 de junho - Contra epilepsia, morte decorrente de tempestade, e pela proteção dos animais domésticos.

Em alguns dias do ano litúrgico a invocação de um dos santos acima é substituída pela de Santo Antão, São Leonardo de Noblac, São Nicolau, São Sebastião, Santo Osvaldo, Papa Sisto II, Santa Apolônia, Santa Doroteia, São Wolfgang ou São Roque. Na França a Virgem Maria é adicionada ao rol dos catorze santos auxiliares.

## Basílica em Vierzehnheiligen

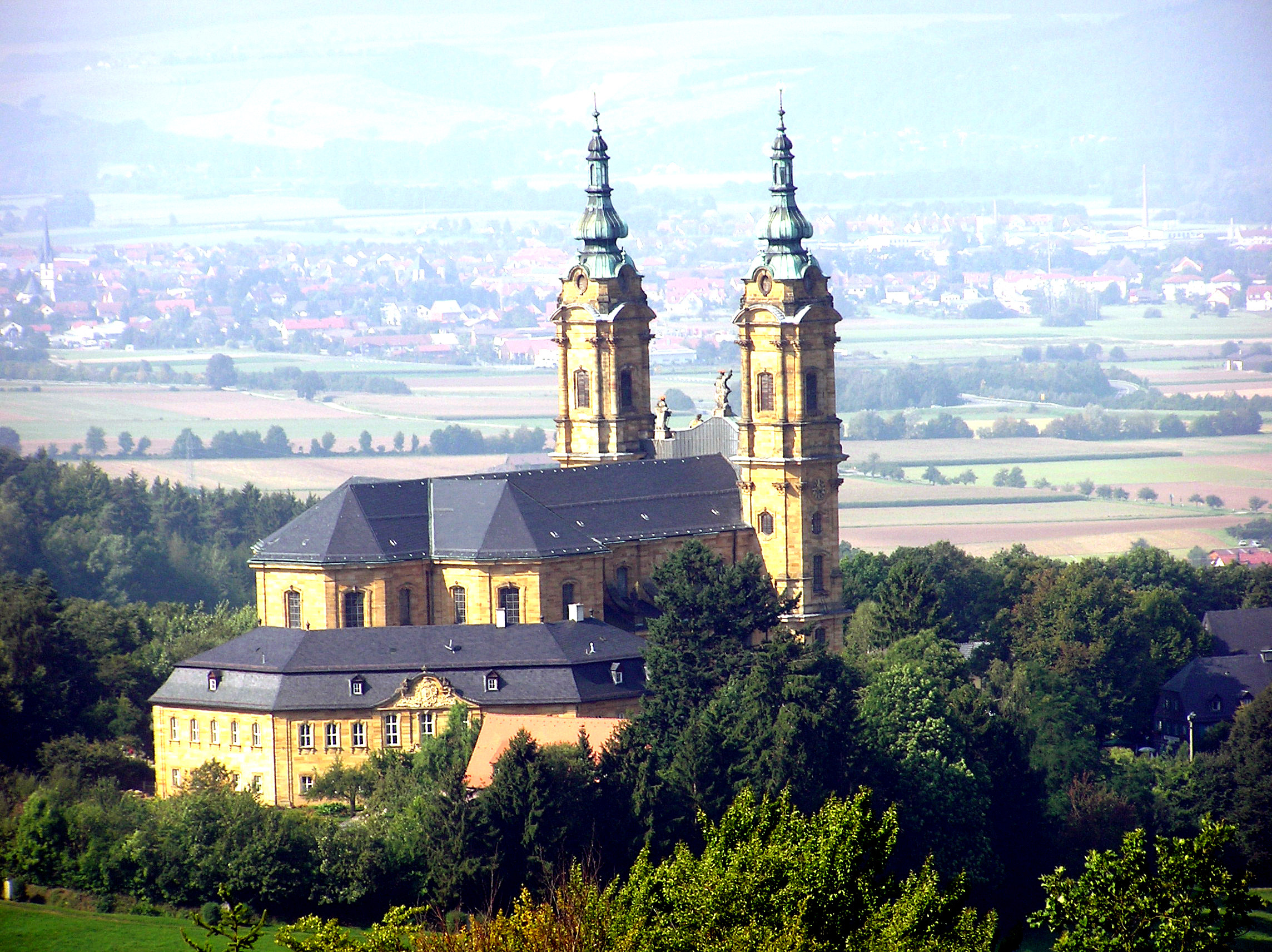
Basílica de Vierzehnheiligen, o maior templo do mundo em honra aos Catorze Santos Auxiliares

Os catorze santos auxiliares são honrados na Baviera com o título de vierzehn Heiligen (catorze santos, em alemão) e a Basílica de Vierzehnheiligen é dedicada a esses Santos Auxiliadores. A igreja construída em estilo barroco foi erguida entre 1743 e 1772.
A devoção a esses santos começou na região em 24 de setembro de 1445, quando Hermann Leicht, um jovem que pastoreava as ovelhas de um mosteiro franciscano, viu uma criança chorando num campo próximo a um mosteiro da Ordem de Cister em Langheim. Quando ele se agachou para tomar nos braços a criança que chorava, ela desapareceu subitamente. Algum tempo depois, a mesma criança apareceu no mesmo lugar. Dessa vez, duas velas queimavam próximas a ele. Em junho de 1446, Leicht viu a criança pela terceira vez. Dessa vez, a criança trazia junto de si uma rosa vermelha num cesto e estava acompanhada de outras treze crianças. A criança disse: “Nós somos os catorze auxiliadores e desejamos que construa uma capela aqui, onde possamos descansar. Se você for nosso servo, nós o seremos de você!” Um curto espaço de tempo depois, Leicht viu novamente duas velas descendendo queimando sobre o lugar. É alegado que, a partir de então, curas milagrosas começaram a ser manifestadas e atribuídas aos catorze santos.
Os irmãos da Ordem de Cister, a quem pertenciam as terras, logo construíram uma capela que começou a receber peregrinos imediatamente. Um altar foi consagrado por volta de 1448.
Muitos peregrinos continuam a visitar a agora basílica ainda hoje, em grande fluxo principalmente entre os meses de maio e outubro.